# Venga a bailar el rock
Pour plus de détails, voir Fiche technique et Distribution.
Venga a bailar el rock est un film argentin sortit le 29 aout 1957. 
Dirigé par Carlos Marcos Stevani, c’est le premier film Ibéro-Américain qui a comme thème principal le Rock’n’roll. Les principaux acteurs qui jouent dedans sont  Eber Lobato, Alberto Anchart, Nélida Lobato, Pedrito Rico, Alfredo Barbieri, Amelita Vargas, Eddie Pequenino et Guillermo Brizuela Méndez
La bande originale a été composée en partie par Lalo Schifrin. Il s’agit alors de son premier travail cinématographique.

## Distribution
- Eber Lobato
- Alberto Anchart
- Nélida Lobato
- Gran Kiki
- Delma Ricci
- Osvaldo Castro
- Pedrito Rico
- Alfredo Barbieri
- Amelita Vargas
- Eddie Pequenino
- Pablo Cumo
- Luis Frontera
- Martha Durán
- Guillermo Brizuela Méndez
- Fernando Campos
- Ricardo Becher
- Yamandú Di Paula
- Carlos Irízar
- Los Caribes
- Los Big Rocker's
- Ernesto y sus rockers
- Hermanos Fernández